# 大南拓磨
大南 拓磨（おおみなみ たくま、1997年12月13日 - ）は、愛知県刈谷市出身のプロサッカー選手。ベルギー・ファースト・ディビジョンA・OHルーヴェン。ポジションはディフェンダー（センターバック、右サイドバック）、ミッドフィールダー（右ウイングバック）。 元日本代表。

## 来歴

### プロ入り前
愛知県刈谷市出身。刈谷市立日高小学校時代は愛知県内の強豪サッカークラブである愛知FCに、刈谷市立刈谷東中学校時代も強豪サッカークラブである名古屋FCに在籍した。小中学生時にはサッカーに並行してフットサルも楽しみ、小学校高学年クラスから中学生クラスまで名古屋オーシャンズフットサルスクールに在籍した。小学生の時は標準的な背の高さだったが、中学生の時は大柄な体格となり躍動的なプレーを見せていたという。
名古屋FCの監督の勧めによって、遠く離れた鹿児島県の鹿児島実業高等学校に進学。サッカーではもともとフォワードとしてプレーしていたが、鹿児島実業高校入学後にセンターバックへ転向した。2014年は平成26年度全国高等学校総合体育大会においてベスト8に貢献した。2015年末にはU-18日本代表候補にも初選出されている。2015年11月、ジュビロ磐田に加入が内定した。

### ジュビロ磐田
2016年にジュビロ磐田に加入した。同年5月25日に行われたナビスコカップ第6節・鹿島アントラーズ戦でプロデビューを果たした。
2018年3月18日、Jリーグ第4節・サンフレッチェ広島戦でリーグ戦初先発で初出場を果たし、フル出場で無失点に貢献した。

### 柏レイソル
2019年12月20日、柏レイソルへの完全移籍が発表された。
2021年4月3日、J1第7節・横浜FC戦で自身プロ初ゴールを記録した。

### 川崎フロンターレ
2023年、川崎フロンターレへ完全移籍加入。2024年8月14日、海外移籍を視野にチームを離脱。

### OHルーヴェン
2024年8月20日、OHルーヴェンへ期限付き移籍。
2025年6月2日、 OHルーヴェンが買い取りオプションを行使して完全移籍で獲得したことを発表した。

### 日本代表
東京オリンピックを目指すU-21日本代表に招集されアジア大会に出場するなどしたが、東京オリンピックのメンバー入りはならなかった。
2022年7月13日、EAFF E-1サッカー選手権2022に出場する国内組（Jリーグ）のみで構成される日本代表に初めて選出された。

## 所属クラブ
- 愛知FC（刈谷市立日高小学校）
- 名古屋FC（刈谷市立刈谷東中学校）
- 2013年 - 2015年 鹿児島実業高等学校
- 2016年 - 2019年  ジュビロ磐田
- 2020年 - 2022年  柏レイソル
- 2023年 -  川崎フロンターレ
  - 2024年8月 -  OHルーヴェン (期限付き移籍)

## 個人成績
| 国内大会個人成績 | 国内大会個人成績 | 国内大会個人成績 | 国内大会個人成績 | 国内大会個人成績 | 国内大会個人成績 | 国内大会個人成績 | 国内大会個人成績 | 国内大会個人成績 | 国内大会個人成績 | 国内大会個人成績 | 国内大会個人成績 |
| 年度             | クラブ           | 背番号           | リーグ           | リーグ戦         | リーグ戦         | リーグ杯         | リーグ杯         | オープン杯       | オープン杯       | 期間通算         | 期間通算         |
| 年度             | クラブ           | 背番号           | リーグ           | 出場             | 得点             | 出場             | 得点             | 出場             | 得点             | 出場             | 得点             |
| 日本             | 日本             | 日本             | 日本             | リーグ戦         | リーグ戦         | リーグ杯         | リーグ杯         | 天皇杯           | 天皇杯           | 期間通算         | 期間通算         |
| ---------------- | ---------------- | ---------------- | ---------------- | ---------------- | ---------------- | ---------------- | ---------------- | ---------------- | ---------------- | ---------------- | ---------------- |
| 2016             | 磐田             | 25               | J1               | 0                | 0                | 1                | 0                | 1                | 0                | 2                | 0                |
| 2017             | 磐田             | 25               | J1               | 0                | 0                | 3                | 0                | 2                | 0                | 5                | 0                |
| 2018             | 磐田             | 25               | J1               | 6                | 0                | 4                | 0                | 3                | 0                | 13               | 0                |
| 2019             | 磐田             | 25               | J1               | 22               | 0                | 5                | 0                | 2                | 0                | 29               | 0                |
| 2020             | 柏               | 25               | J1               | 22               | 0                | 2                | 0                | -                | -                | 24               | 0                |
| 2021             | 柏               | 25               | J1               | 29               | 3                | 2                | 0                | 2                | 0                | 33               | 3                |
| 2022             | 柏               | 25               | J1               | 26               | 2                | 3                | 0                | 2                | 0                | 31               | 2                |
| 2023             | 川崎             | 3                | J1               | 29               | 0                | 4                | 0                | 6                | 0                | 39               | 0                |
| 2024             | 川崎             | 3                | J1               | 24               | 0                | 0                | 0                | 2                | 0                | 26               | 0                |
| ベルギー         | ベルギー         | ベルギー         | ベルギー         | リーグ戦         | リーグ戦         | リーグ杯         | リーグ杯         | ベルギー杯       | ベルギー杯       | 期間通算         | 期間通算         |
| 2024-25          | OHルーヴェン     | 5                | ジュピラー       | 19               | 1                | -                | -                | 3                | 0                | 22               | 1                |
| 通算             | 日本             | 日本             | J1               | 158              | 5                | 24               | 0                | 20               | 0                | 202              | 5                |
| 通算             | ベルギー         | ベルギー         | ジュピラー       | 19               | 1                | -                | -                | 3                | 0                | 22               | 1                |
| 総通算           | 総通算           | 総通算           | 総通算           | 177              | 6                | 24               | 0                | 23               | 0                | 224              | 6                |

その他の公式戦
- 2018年
  - J1参入プレーオフ 1試合0得点
- 2025年
  - ベルギーリーグ・プレーオフ 5試合0得点

| 国際大会個人成績 | 国際大会個人成績 | 国際大会個人成績 | 国際大会個人成績 | 国際大会個人成績 |
| 年度             | クラブ           | 背番号           | 出場             | 得点             |
| AFC              | AFC              | AFC              | ACL              | ACL              |
| ---------------- | ---------------- | ---------------- | ---------------- | ---------------- |
| 2023-24          | 川崎             | 3                | 6                | 1                |
| 通算             | AFC              | AFC              | 6                | 1                |

- 公式戦初出場 - 2016年5月25日 ヤマザキナビスコカップ第6節・対鹿島アントラーズ戦（カシマサッカースタジアム）
- Jリーグ初出場 - 2018年3月18日 第4節・対サンフレッチェ広島F.C戦（エディオンスタジアム広島）
- J1リーグ初ゴール - 2021年4月3日 第7節・対横浜FC戦 (ニッパツ三ツ沢球技場)

## タイトル

### 代表
- EAFF E-1サッカー選手権: 1回 (2022)

### クラブ
川崎フロンターレ
- 天皇杯 JFA 全日本サッカー選手権大会：1回（2023年）

## 代表歴
- U-19日本代表
  - Panda Cup（2016年）
  - NTC招待大会（2016年）
- U-20日本代表
  - M-150カップ（2017年）
- U-21日本代表
  - スポーツ・フォー・トゥモロー プログラム南米（2018年）
  - アジア競技大会・サッカー（2018年）
  - アラブ首長国連邦遠征（2018年）
  - ドバイカップU-23（2018年）
- U-22日本代表
  - AFC U-23選手権2020 (予選)（2019年）
  - トゥーロン国際大会（2019年）
  - キリンチャレンジカップ（2019年）
- U-23日本代表
  - JFA夢フィールドキャンプ（2020年）
- 日本代表
  - EAFF E-1サッカー選手権2022（2022年）

### 試合数
- 国際Aマッチ 1試合 0得点（2022年 - ）

| 日本代表 | 国際Aマッチ | 国際Aマッチ |
| 年       | 出場        | 得点        |
| -------- | ----------- | ----------- |
| 2022     | 1           | 0           |
| 通算     | 1           | 0           |

### 出場
| No. | 開催日        | 開催都市 | スタジアム           | 対戦国 | 結果 | 大会                       |
| --- | ------------- | -------- | -------------------- | ------ | ---- | -------------------------- |
| 1.  | 2022年7月19日 | 鹿嶋     | 茨城カシマスタジアム | 香港   | ○6-0 | EAFF E-1サッカー選手権2022 |